# Spärrlinje

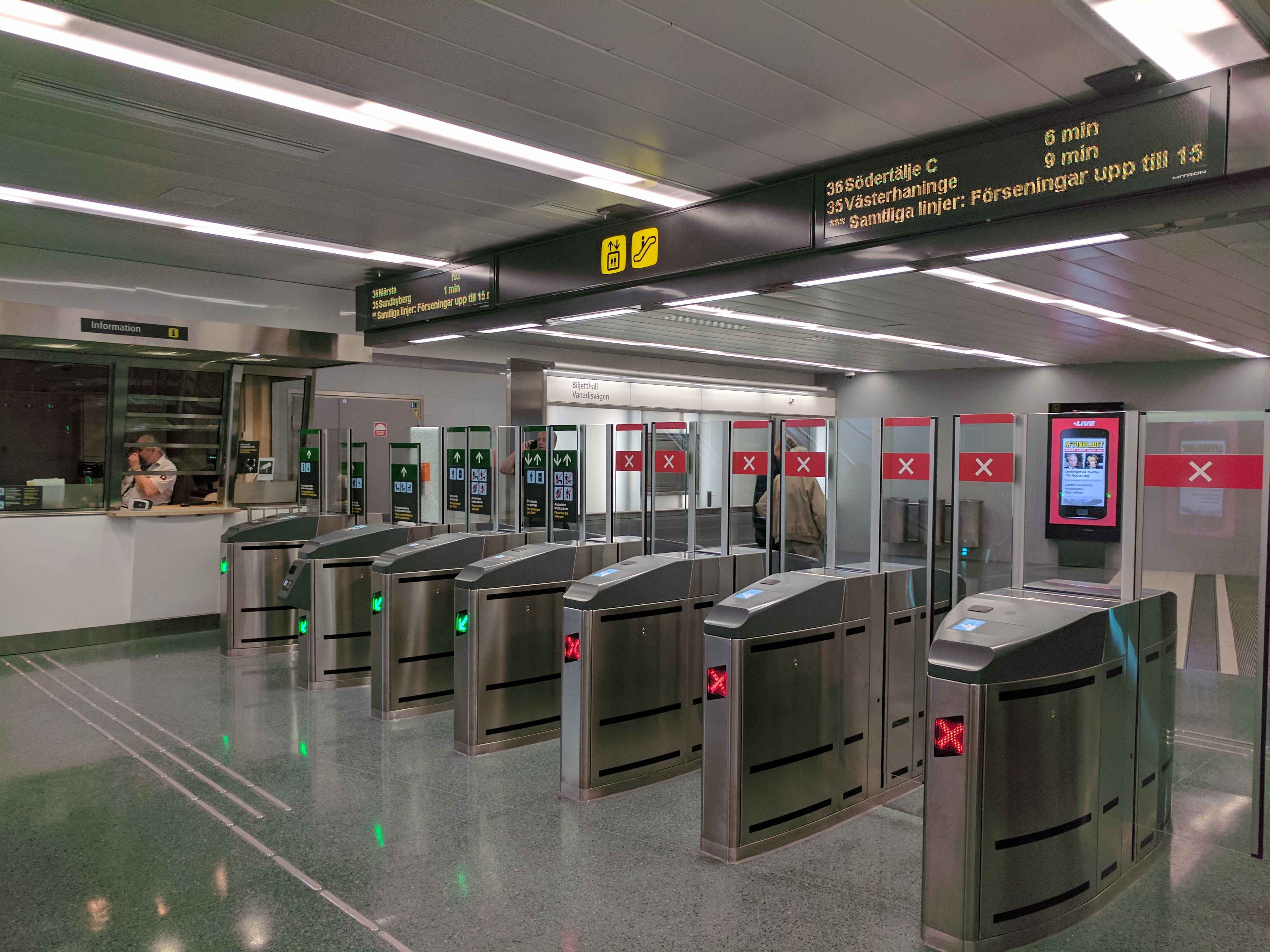
Spärrlinje vid Odenplan.

En spärrlinje består av fysiska spärrar uppställda i linjeformation. Spärrlinjer förekommer bland annat i Stockholms kollektivtrafik vid in- och utgångarna till pendeltågs- och tunnelbanestationerna. Nästan alla dessa spärrlinjer är idag slutna. Syftet är då att hindra folk från att planka.
Vissa spärrlinjer saknar dock fysiska spärrar, utan har endast skyltar/markeringar där det framgår att man måste lösa biljett för att korsa spärrlinjen.